# 坎寧克里克 (蒙大拿州)
坎寧克里克（英語：Canyon Creek）是位於美國蒙大拿州劉易斯與克拉克縣的普查規定居民點。

## 歷史
坎寧克里克的郵局自1871年營運至今。

## 人口
根據2020年美國人口普查的數據，坎寧克里克的面積為1.90平方千米，皆為陸地。當地共有人口47人，而人口密度為每平方千米24.74人。